# Arvedsons gymnastikinstitut

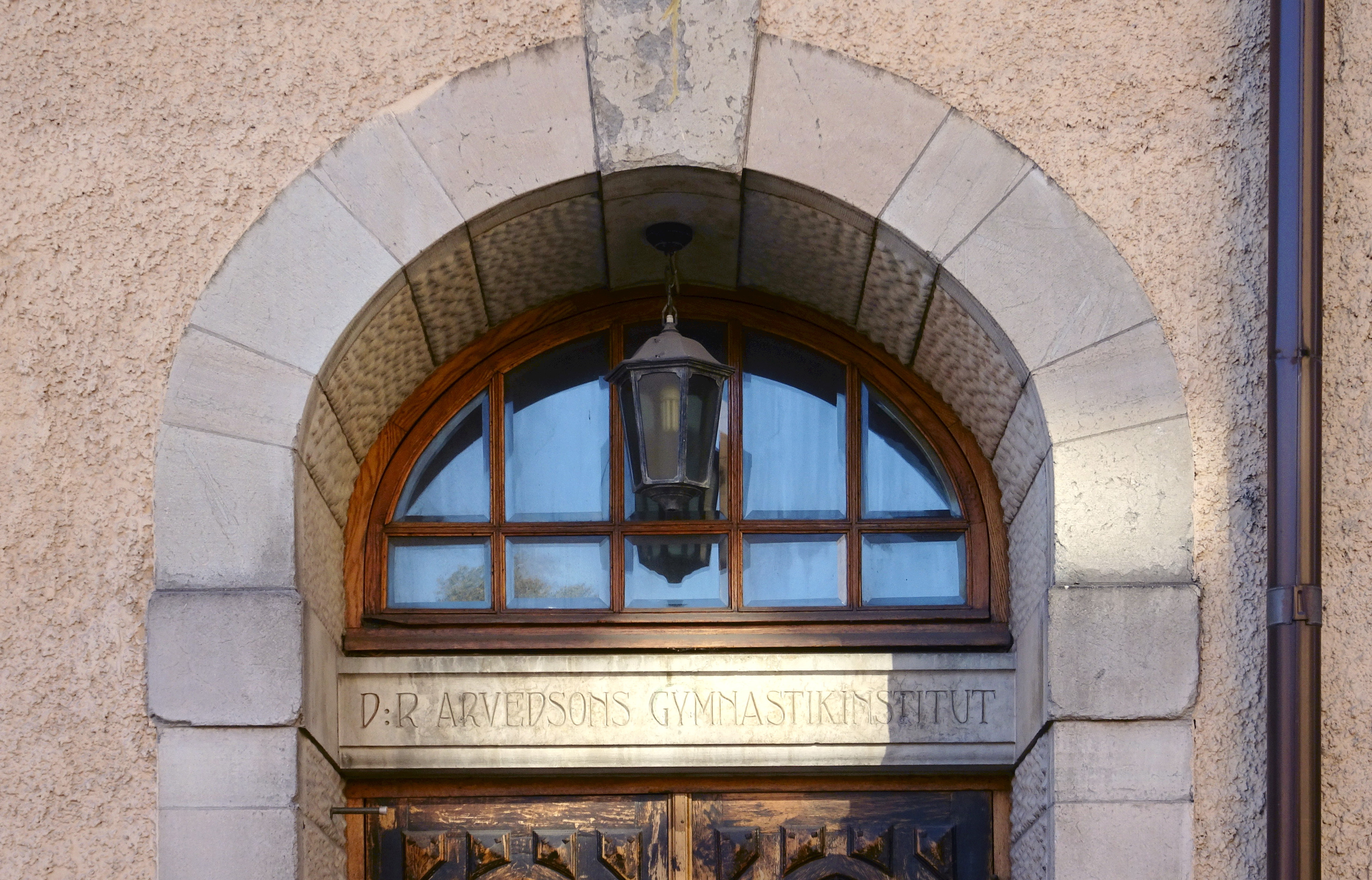
"D:r Arvedsons Gymnastikinstitut", Tofslärkan 8, Odengatan 1.

Arvedsons gymnastikinstitut senare Arvedsons gymnastiska institut (AGI) i Stockholm var ett gymnastikinstitut för kvinnor, det vill säga en utbildningsanstalt i friskvård och sjukgymnastik. 

## Historik

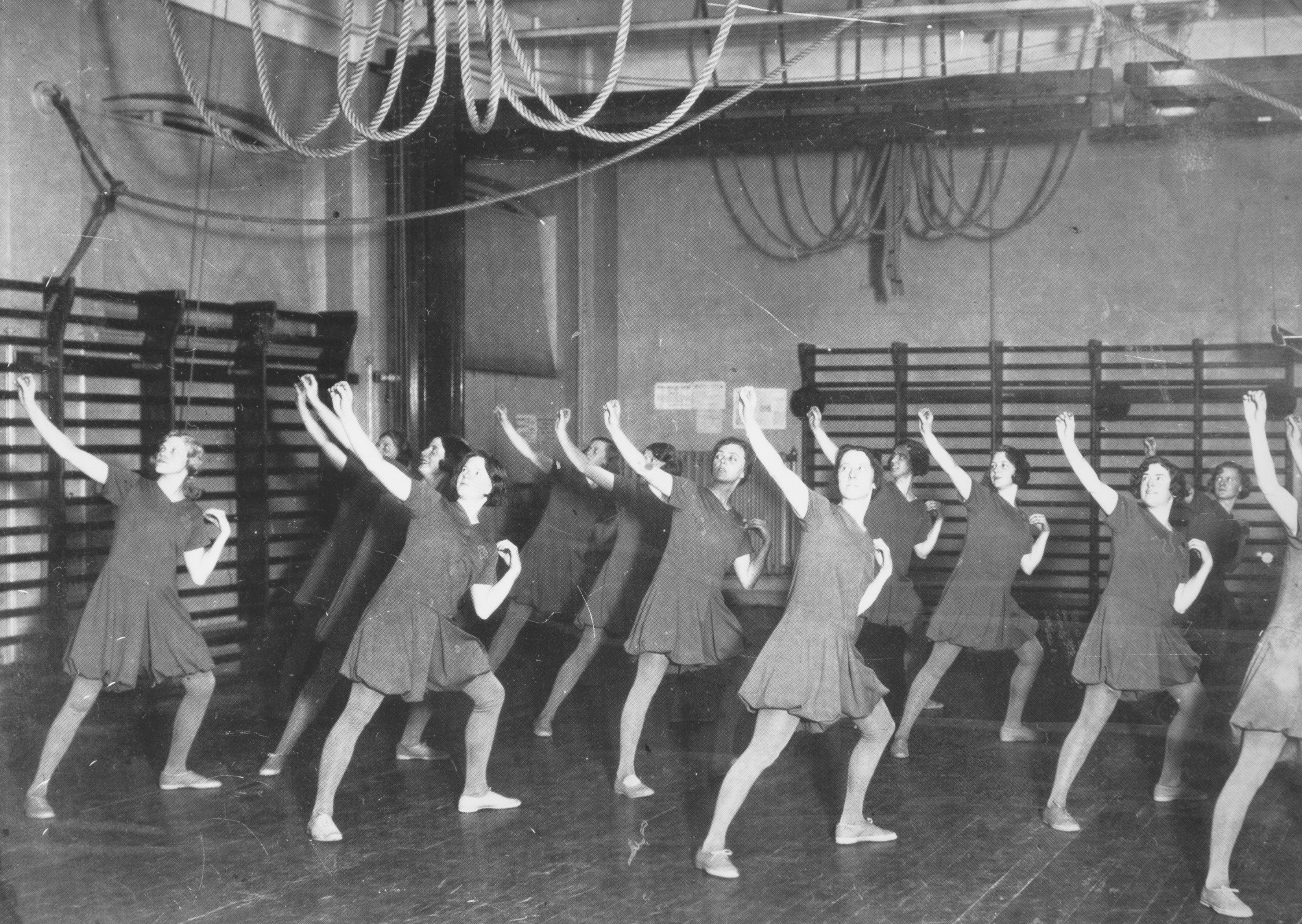
Linggymnastik på Arvedsons Gymnastikinstitut, 1930-tal.

Institutet grundades 1887 av dr Johan Arvedson och var vid 1900-talets början ett av tre institut i Sverige med rätt att examinera gymnastikdirektörer (de andra två var Gymnastiska centralinstitutet i Stockholm och Sydsvenska gymnastikinstitutet i Lund).
Den från början ett-åriga sjukgymnastiska kursen utvidgades 1900 till att omfatta friskgymnastik och blev 2-årig. Legitimationsrätt erhölls 1902. Utbildningen av friskgymnaster upphörde 1936 och 1937 lades institutet ned.

## Institutets byggnad
År 1911 flyttade institutet in i den nyuppförda byggnaden Tofslärkan 8 i korsningen Odengatan 1 och Valhallavägen 58 i den nya stadsdelen Lärkstaden på Östermalm. Huset ritades av arkitekten Albin Brag och försågs med gymnastiksal och omklädningsrum i bottenvåningen. På våningarna över fanns mottagningsrum samt föreläsnings- och sjukgymnastiksalar. Idag (2022) rymmer huset bland annat bostäder (med ingång från Odengatan 1) och ögonkliniken Capio Ögon (med ingång från Valhallavägen 58).